# Jens Bertelsen
Jens Bertelsen (født 5. juli 1956) er en dansk arkitekt M.A.A. og forlægger, der er indehaver af arkitektfirmaet ArkitektBertelsen. I perioden januar 2012 til december 2015 var Jens Bertelsen kongelig bygningsinspektør. I 2016 blev han valgt som medlem af Akademiraadet, statens rådgiver i æstetiske spørgsmål, og til bestyrelsen for Det Danske Institut i Rom. Jens Bertelsen modtog i 2001 Knud W. Engelhardt mindelegat og i 2023 Eckersberg Medallien der uddeles af Det Kongelige Akademi for de Skønne Kunster. 
Jens Bertelsen er uddannet arkitekt fra Arkitektskolen Aarhus i 1976 og med afgang i 1983 fra Kunstakademiets Arkitektskole i København. Fra 1983-1991 var han redaktør på Arkitektens Forlag og etablerede i 1988 tegnestuen Arkitekts bertelsen, der bl.a. har gjort sig bemærket ved byggeri af Vesthimmerlands Museum i Aars i samarbejde med billedkunstneren Per Kirkeby, renovering af parken ved Knuthenborg Gods samt sit arbejde med restaurering og transformation af bygninger og anlæg. 
I 2007 var han stiftede partner for Bertelsen & Scheving Arkitekter, der med restaurerede historiske bygninger med udgangspunkt i en særlig viden om kulturarv, byen og de økonomiske og sociale mekanismer, der styrer, udvikler og fortæller byens historie. Jens Bertelsen har bl.a. stået for den omfattende transformation af en nedlagt fabrik til det nuværende Københavns Erhvervsakademi (KEA) Campus Empire, udvikling af tanken om mikro-haver i Sundholm (nomineret til MIPIM Award) samt gesamtkunstwerk’et Angles and Ghosts (2006) sammen med billedkunstneren Erik A. Frandsen ved Langkjær Gymnasium. Han blev i 2012 udnævnt til Kongelig bygningsinspektør for inspektorat 3 & 4, der bl.a omfattede Amalienborg, Christiansborg Slot, Fredensborg Slot m.v. 
Jens Bertelsen var som kongelig bygningsinspektør fast tilknyttet Sorø Akdademi, hvor han efterfølgende gennemførte en omfattende restaurering af  Sorø Klosterkirke, der bl.a omfattede et nyt tag af bly, genåbning af de oprindelige døre samt fjernelse af den historicistiske indgangsportal, og dermed genskabte perspektivet, der giver et langt vue mod Holbergs grav tegnet af Johannes Wiedewelt.
I 2022 afhændede han tegnestuen til Over Byen Arkitekter og reaktiverede i 2023 tegnestuen Arkitekt Bertelsen, der primært er beskæftiget med restaurering, transformation og bevaring af bygninger med udgangspunkt i arkitektonisk kulturarv.
Jens Bertelsen er også en anerkendt formidler som bogforlægger og udstillingskurator. Han har sideløbende drevet bogforlaget Aristo, der står bag en række præmierede bøger sammen med fotografen Jens Lindhe om bl.a. kulturarv, historiske bygninger og arkitektur og bogsamarbejder med kunstnere, som fx Morten Stræde og Ingvar Cronhammar. 
Hans bogarbejder er bl.a blevet  tildelt bronzemedalje af Stiftung Buchkunst i Leipzig 2000 og F. Hendriksen Medaljen som forlægger i 2009 samt i 2001 diplom  fra Forening for Boghåndværk. Han er desuden repræsenteret med værker på KØS - Museum for kunst i det offentlige rum og på Designmuseum Danmark.  

## Æresbevisninger
- Tildelt bronzemedalje af Stiftung Buchkunst i Leipzig 2000 for bogen “Et hus er et ansigt”
- Knud V. Engelhardts Mindelegat 2001
- Diplom fra Foreningen for Boghaandværk 2001
- Præmie fra Statens Kunstfond for bidrag til Den Fries Forårsudstilling s.m. billedhuggeren Niels Guttormsen 2003
- Årets bogarbejde i Foreningen for Boghaandværk 1991, 1993, 1998, 1999, 2001, 2003, 2005, 2006, 2007, 2010
- Papyrus Award 2003 Udstillingen “Tid & Rum. Inspiration og læring på Kunstakademiet i 250 år”
- Præmieret 2005 af Klara Karolines Fond, stiftet af Aase og Poul Gernes
- F. Hendriksen Medaljen som forlægger fra Foreningen for Boghaandværk 2009[2]
- Udnævnt til Børsen Gazelle virksomhed 2013, 2014

## Tillidshverv
- Medlem af Akademiraadet, 2015
- Medlem af bestyrelsen for Det Danske Institut for Videnskab og Kunst i Rom, 2015
- Kongelig bygningsinspektør for inspektorat 3 & 4, der bl.a omfatter Amalienborg, Christiansborg Slot, Fredensborg Slot m.v.
- Dommer i arkitektkonkurrencer 1995 og udnævnt som dommer for Arkitektforeningen 2010
- Akademirådets censor ved Arkitektskolerne, fra 1995 til 2001
- Medlem af Kulturministeriets udvalg om Kunst og Arkitektur 1998-99
- Suppleant til Akademirådet og til Akademiets Jury, fra 1999.
- Medlem af Juryen og formand for arkitektsektionen 2002-2004
- Medlem af censuren ved Charlottenborgs Forårsudstilling 1997-2001
- Medlem af bestyrelsen i Søllerød Kunstforening 2002-2006
- Medlem af repræsentantskabet for De danske Kulturinstitutter fra 2007
- Mentor under Arkitektforeningens Mentor-ordning fra 2008
- Medlem af bestyrelsen for Brandts Klædefabrik fra 2010
- Medlem af bestyrelsen for Fotografisk Center fra 2010
- Medlem af bedømmelseskomiteen for årets bogarbejde, Foreningen for Boghaandværk fra 2010

## Præmierede konkurrencer
- 2. præmie i konkurrence om Nyt Aarhus Kunstmuseum 1997 s.m. billedkunstner Per Kirkeby
- Indkøb i konkurrence om Nordhavn, 2008, Bertelsen & Scheving[3]
- Hædrende omtale i konkurrence om Hatlehol Kirke, Norge 2009
- Vinder af parallelopdrag for Københavns Kommune, Pixihaveby, 2009 i Sundholmskvarteret[4]
- Vinder af parallelopdrag for Haldor Topsøe A/S, ny velfærds- og administrationsbygning i Frederikssund, 2010.
- PixiHaveBy på Amager i København nomineret som ét af tre projekter til en af de prestigiøse MIPIM-awards[5], som uddeles hvert år i Cannes.

## Legater
- Arbejdslegater fra Statens Kunstfond 1988, 1995, 1999, 2003, 2004, 2010
- 3-årigt arbejdslegat fra Statens Kunstfond 1989-91
- Rejselegat Margot og Thorvald Dreyers Fond 2006

## Byggeprojekter og rådgivning
- Ny helhedsplan for Sygehus Nord i Aalborg sammen med bl.a. SLA, Friis & Moltke, Transform, 1. præmie i konkurrence 2022;
- Omfattende restaurering af Sorø Klosterkirke 2012-2022
- Ny kollegiebygning og butik Skovhuset ved Vitskøl Kloster, 2018-21;
- Restaurering af Flintehuset på Knuthenborg Gods, 2019-20
- Formulering af grundlag for ny kirke i Ørestad (konkurrence), 2019-20;
- Restaurering af Borchs Kollegium, 2018-19.
- Nyt auditorium til Statens Museum for Kunst, 2019.
- Facaderenovering af Det Holsteinske Palæ i Stormgade, 2016-17.
- Nye kaperstalde ved Dyrehaven, 2015.
- Sorø Råd-, Ting- og Arresthus, tegnet af Vilhelm Tvede 1880, restaurering for Realdania Byg, 2010-2011.
- Haldor Topsøe A/S, nybygning af velfærds- og administrationsbygning, Frederikssund, 2010-2011.
- “Supernova”, udviklingsområde ved afkørsel 48, Lolland, revideret 2010 og skitse til bilmuseum samme sted for MT Højgaard 2010.[6]
- Savannestald for giraf og sort hesteantilope mv, Knuthenborg Safaripark, Lolland 2008-09, 2010.
- Frydenlund, renovering af fredet park og bygningskompleks Vedbæk, for familien Haldor Topsøe, fra 2009
- PixelHaveBy, Sundholm Syd, parallelopdrag og lokalplan for Københavns Kommune, 2009-10.[7]
- Rosenhuset. Renovering af den fredede tidl. administrationsbygning på Tuborg tegnet af Anton Rosen for Københavns Byggestyring og Realdania A/S 2007-2009.[8]
- Enhedskole ved Havnen, folke- og gymnasieskole for Ingrid Jespersens Gymnasieskole, del af “Havebyen der danner serier af pauser”, byudviklingsplan for Nordhavnen, København. Indkøb i konkurrence 2008.
- “Havebyen der danner serier af pauser”, byudviklingsplan for Nordhavnen, København. Indkøb i konkurrence 2008, s.m. Breimann & Bruun Garten- u. Landschaftsarchitekten MAA, Hamburg, og Niras A/S 2008
- F38, forretningsejendom på Strøget i København, Frederiksberggade 38, Tetris A/S, 2009.
- “De hemmelige haver”, nybyggeri kontorer og strategi for renoveringer af ejendomskompleks og gårdrum ved Købmagergade, København. For Oskar Jensen Ejendomme A/S 2008.
- Café og restaurant Oonaco, indretning og belysning i det fredede Stellinghus tegnet af Arne Jacobsen 1937, København, for MGCF&B 2007-08.
- Mindepark og besøgcenter Bernauerstrasse, Berlin. Konkurrence, s.m. Breimann & Bruun Garten- u. Landschaftsarchitekten MAA, Hamburg 2007
- PAD furniture, Beijing, indretning af møbelhus, 2007
- Renovering af Knuthenborg Safaripark under Fonden Realdanias kampagne “Den historiske Have” 2006-2007, med landskabsarkitekter Breimann & Bruun, Hamborg.[9]
- Ombygning af Nivaagaards Malerisamling, gl.del, 2005-2008
- Dukketeater i Øregaard Park 2004-2005
- Centro Cultural Managua, Nicaragua 1988-94, projektleder for restaurering og ombygning af tidl. hotel til kulturhus, støttet af Danida og Norad.
- Almennyttige boliger, “Nonnebanken”, Herfølge 1983, ansat hos Jordsal, Bech & Thomsen.

## Publikationer og grafiske arbejder
- Ulrik Plesner: In Situ. Arkitektoniske erindringer fra Sri Lanka. Selvbiografi med fokus på årene i Sri Lanka og samarbejdet med Geoffrey Bawa. Aristo forlag, 2012. 451 sider, rigt illustreret.
- ‘’Frederik VIIIs palæ. Restaurering, ombygning, kunstnerisk udsmykning", om restaureringen af kronprinsparrets nye bolig, af Bente Scavenius, Poul Erik Tøjner m.fl. med fotos af Roberto Fortuna og Torben Eskerod, red. Jens Bertelsen. Aristo 2010.
- "Tystnaden. En fortælling om Ingvar Cronhammar", af Torben Weirup 2008
- "Eigtved" af Hanne Raabyemagle med fotografier af Jens Lindhe 2006
- ‘’Fra tid til anden. Garnisons Kirke’’ af Marianne Grøndahl 2006
- ‘’Et hus i Damaskus’’, om det danske Kulturinstitut i Syrien, af Bjørn Bredal og Bente Lange med fotos af Jens Lindhe 2003
- ‘’Hammershøis København. Maleren Vilhelm Hammershøi og fotografen Jens Lindhe’’ af Bente Scavenius, Politiken 2003
- ’‘Forelsket i København’’ af Henrik Sten Møller med fotos af Jens Lindhe, Politiken 2002
- ‘’Storbydrømme’’ (København), red. Ida Haugsted, Golden Days og Gads Forlag 2002
- ‘’De tavse bygninger’’, fotobog af Ole Meyer om industribygninger uden stamtavle 2000
- “Krydsfelt. Ånd og natur i Guldalderen”, red. Mogens Bencard, Golden Days og Gyldendal 2000
- ’’Tagpap’’, red. Tommy Bunch-Nielsen, Tage Lyneborg og Jens Bertelsen med fotos af Jens Lindhe, Tagpapbranchens Oplysningsråd TOR 1998
- ‘’Klassicisme i København” red. Claus M. Smidt og Hanne Raabyemagle med fotos af Jens Lindhe, Golden Days og Gyldendal 1998
- ‘’Vilhelm Lauritzen – en moderne arkitekt’’ af Lisbet Balslev Jørgensen, Morten Lund, Jørgen Sestoft 1994
- ‘’Dansk Byplanlægning 1938-1992’’ af Arne Gaardmand, Arkitektens Forlag 1993
- ‘’Nordisk Arkitektur’’ af Nils-Ole Lund, Arkitektens Forlag 1991

## Kurator
- ”Tid og Rum. Inspiration og læring på Akademiet i 250 år”, Kunstakademiets Arkitektskole (sammen med Tine Vindfeld og Peder Duelund-Mortensen, 2004
- “Per Kirkeby: Syv tavler om arkitektur. Arkitekturprojekter 1996-98 i samarbejde med Jens Bertelsen”, sammen med Lars Morell, Køge Skitsesamling 1998
- ”Stones of Aarhus”. Per Kirkeby og Jens Bertelsen. Proposal for an Art Museum in Aarhus”, 1822-Forum Städelschule, Frankfurt am Main 1998.